# Линдозеро (деревня)
Ли́ндозеро (карел. Lindjärvi) — деревня в составе Гирвасского сельского поселения Кондопожского района Республики Карелия.

## Общие сведения
Расположена на восточном берегу озера одноимённого озера.

## История
В XVI—XVIII вв. селение являлось центром Линдозерского погоста в составе Лопских погостов.
5 февраля 1932 года постановлением Карельского ЦИК в деревне была закрыта церковь Николая Чудотворца, сгорела в 1960-е годы.

## Население
| 2002 | 2009 | 2010 | 2013 |
| ---- | ---- | ---- | ---- |
| 13   | ↘8   | ↗9   | →9   |